# جیمز باتیرسبی
جیمز باتیرسبی (انگلیسی: James Battersby; ۵ november ۱۹۵۸ (۶۶ سال) – ) قایقران روئینگ اهل استرالیا بود.
وی در مسابقات کشوری و بین‌المللی در مجموع برندهٔ ۲ مدال برنز شده‌است.